# Abell 2029
Abell 2029（A2029）は、おとめ座にある326メガパーセク (1,060 Mly)離れた大きな銀河群である。
Abell 2029は、非常に大きな銀河であるIC 1101を中心にしたバウツ・モルガン分類のI型およびエイベル・カタログのグループ2に属する銀河群で、直径は580万から800万光年に渡る。この種類の銀河団はcD型のBrightest Cluster Galaxy（BCG）と呼ばれ、近くの銀河に接近・吸収することでこの規模の大きさに成長した可能性がある。